# Ле Павијон су Боа
Ле Павијон су Боа (фр. Les Pavillons-sous-Boisn) град је у Француској у региону Île-de-France, у департману Seine-Saint-Denis.
По подацима из 2010. године број становника у месту је био 21.746.

## Демографија
| 1962.  | 1968.  | 1975.  | 1982.  | 1990.  | 2011.  |
| ------ | ------ | ------ | ------ | ------ | ------ |
| 19 022 | 19 084 | 18 638 | 17 185 | 17 375 | 22.117 |

## Партнерски градови
- Brackley
- Есиха
- Ајхенау
- Браганса